# Thomisus stenningi
Thomisus stenningi là một loài nhện trong họ Thomisidae.
Loài này thuộc chi Thomisus. Thomisus stenningi được Mary Agard Pocock miêu tả năm 1900.